# Radio Astronomy Frequency Committee in the Asia-Pacific region
Das Radio Astronomy Frequency Committee in the Asia-Pacific region (RAFCAP) ist ein wissenschaftliches Komitee, das sich mit der Nutzung von Frequenzen für die Radioastronomie beschäftigt.
Das RAFCAP wurde während des AP-RASC meetings vom 31. Juli bis zum 4. August 2001 in Tokyo gegründet
und vertritt die Interessen der Radioastronomen in den Staaten Asiens und der pazifischen Region. Die Mitgliedschaft steht Vertretern von Organisationen offen, die sich mit Radioastronomie beschäftigen.
Der Sitz des RAFCAPist Mitaka, sein derzeitiger Vorsitzender ist Tasso Tzioumis vom Australia Telescope National Facility (ATNF). Derzeitiger Sekretär ist Haiyan Zhang (National Astr. Obs., China).

## Gründungsmitglieder
- Vorsitzender: Masatoshi Ohishi (NAOJ, Japan)
- Sekretär: Tasso Tzioumis (ATNF, Australien)
- Makoto Inoue (NRO, NAOJ, Japan)
- S. Ananthakrishnan and T.L. Venkatasubramani (GMRT, TIFR, Indien)
- Uday Shankar (RRI, Indien)
- X. Hong (SHAO China)
- S. Wu (National Astr. Obs., China)
- H.S. Chung (Korea Astr. Obs., Südkorea)
- Jeremy Lim (IAA, China Taipei)